# 小森半平
小森 半平（こもり はんへい）は、戦国時代から安土桃山時代にかけての武将。美濃斎藤氏の家臣。加治田衆の一人。

## 略歴
美濃国加治田出身。始め加治田城主・佐藤忠能に仕える。その後、斎藤利治、利堯の家臣として仕えた。
永禄8年（1565年）の堂洞合戦、関・加治田合戦に続けて参戦。
天正10年（1582年）の加治田・兼山合戦には、歴代将と共に加治田城衣丸（出丸）を守備した。加治田・兼山合戦では、加治田城衣丸を代々仕えている名のある古将の一人として守備し、湯浅新六と共に三方の一体として、森軍堂洞城跡本陣を攻めたと考えられる。
歴代加治田衆では、小森半平の他、田野七郎右衛門・吉田弥三・清水九郎兵衛・梅村佐平治の名が記されている。
子孫で、唯一加治田城下町において小森家の家が存在している。